# Oak Trail Shores (Teksas)
Oak Trail Shores je naseljeno mjesto za statističke potrebe u američkoj saveznoj državi Teksas. Prema popisu stanovništva iz 2010. u njemu je živjelo 2.755 stanovnika.